# Autosuggestie
Autosuggestie of zelfsuggestie is het verschijnsel dat eigen gedachten (suggestie) een positief of negatief effect kunnen hebben op lichamelijk of geestelijk welzijn.
Sommige lichamelijke klachten kunnen veroorzaakt worden door autosuggestie. Een extreem voorbeeld hiervan is, dat iemand na een zeer geringe verwonding soms verlammingsverschijnselen kan gaan vertonen van het gewonde lichaamsdeel. Wat veel vaker voorkomt, is dat men een aanval van hoofdpijn (deels) verklaren kan door autosuggestie ("Ik heb het zo druk gehad / het heeft mij zo tegengezeten vandaag, nu móet ik wel hoofdpijn krijgen"). Ook moeheid is een klacht die soms deels door autosuggestie ("Wat bén ik toch moe") kan ontstaan of in stand kan blijven.
Autosuggestie kan ook onbewust positief werken. Een deel van de werking van medicijnen wordt verklaard door het placebo-effect: doordat men weet, gelooft of hoopt dat een medicijn werkt, zal het ook werken. (Dit betreft medicijnen die inderdaad werkzaam zijn. Is het medicijn een niet-werkzame vervanger, dus een placebo, dan is er geen sprake van autosuggestie maar van suggestie: de persoon zélf suggereert immers niet, de voorschrijver doet dat.)
Autosuggestie kan ook bewust aangewend worden, om verbetering te krijgen van het geestelijke of lichamelijke welzijn en wordt dan wel aangeduid als zelfhypnose. Hypnose is een van de vormen waarin suggestie aangewend kan worden om minder klachten te hebben. Ook andere therapieën gaan uit van het idee, dat de geest het lichaam kan beïnvloeden.